# Sixarby
Sixarby är en by i Tegelsmora socken i Tierps kommun, norra Uppland.
Sixarby ligger längs länsväg C 717 cirka fyra kilometer norr om Tobo. Byn består av enfamiljshus samt bondgårdar. Länsväg C 733 går söderut mot Tobo. 
Sixarby omtalas första gången 1540, då fanns där tre mantal skatte.
Diskuskastaren Simon Pettersson är uppväxt i Sixarby.